# Daniel C. McCallum
Pour les articles homonymes, voir McCallum.
Daniel Craig McCallum (1815-1878) était un ingénieur et « manager » de compagnie ferroviaire. Pendant la guerre de Sécession, il dirigea l'United States Military Railroad avec le grade de général.

## Biographie
McCallum naquit en Écosse en 1815. Sa famille émigra aux États-Unis (New York) quand il était encore enfant.
Il devint le « General Superintendent » de la compagnie ferroviaire New York and Erie Railroad en 1855 avant de fonder la « McCallum Bridge Company » (compagnie de génie civil ferroviaire) en 1858. Il fut l'un des promoteurs de l'organigramme d'entreprise (organizational chart) comme instrument de gestion des entreprises et de leur activité.
En février 1862, Edwin M. Stanton, le secrétaire à la Guerre, nomma McCallum au poste de Superintendent et directeur des chemins de fer militaires de l'Union (United States Military Railroad). Sa gestion efficace de cette institution et des chemins de fer à l'usage des armées en collaboration avec son subordonné Herman Haupt lui valurent sa promotion au grade de major-general.
McCallum développa la technique de construction caractéristique des ponts ferroviaires américains et canadiens du XIXe siècle, qui ne devint obsolète qu'avec l'apparition des constructions en acier inspirée par Gustave Eiffel - le seul exemple préservé dans le monde de ce style de construction étant le pont de Powerscourt; au Québec, datant de 1861 et devenu un pont automobile et piétonnier.
Mc Callum s'essaya également à la poésie.